# Nemzeti Nyomozó Iroda

A KR NNI budapesti Aradi utcai volt irodaházának főbejárata

A Készenléti Rendőrség Nemzeti Nyomozó Iroda (röviden KR NNI) a Készenléti Rendőrség irányítása alá tartozó, bűnügyi feladatokat ellátó nyomozó hatóság. 2012. évben integrálódott be a Készenléti Rendőrség alá, melynek parancsnokának közvetlen irányítása alá tartozó, országos illetékességű, igazgatóság jogállású, bűnügyi feladatokat ellátó szervezeti egység. A Nemzeti Nyomozó Iroda bűnügyi munkájának három kulcsterülete a szervezett bűnözéshez, a szervezett bűnözői körökhöz erősen kapcsolódó bűncselekmények, a nemzetközi vonatkozású, határon átnyúló kapcsolatokra épülő bűncselekmények és az olyan alapvetően gazdasági jellegű bűncselekmények, melyeknél mind a kimagasló kárérték, mind pedig a szervezett bűnözés egyszerre jelenik meg.
A szubjektív biztonságérzetet befolyásoló bűncselekmények közül a Nemzeti Nyomozó Iroda profiljába vágó, nemzetközi, szervezett jellegű elkövetés különösen a kiberbűnözés, a kábítószer-bűnözés, az embercsempészés, az emberkereskedelem, illetve a pénz- és bankkártya hamisítás területén fordul elő. Feladata továbbá a bűncselekményből származó jövedelmek és bűncselekményekhez kapcsolódó más vagyon felkutatásának és azonosításának elősegítése, illetve kizárólagos hatáskörrel végzi a büntetőeljárási törvényben meghatározott vagyon-visszaszerzési eljárásokat. 

## Szervezeti felépítése[2]
- Elemző-Értékelő Osztály
- Koordinációs Osztály
- Nyomozó Főosztály
  - Erőszakos Bűncselekmények Elleni Osztály
  - Vagyonvédelmi Osztály
  - Gépjármű Bűnözés Elleni Osztály
- Életvédelmi és Célkörözési Főosztály
  - Életvédelmi Osztály
  - Célkörözési Osztály
- Felderítő Főosztály
  - Bűnszervezetek Elleni Osztály
  - Bűnügyi Hírszerzési Osztály
  - Pénz és Bankkártya Hamisítás Elleni Osztály
  - Emberkereskedelem Elleni Osztály
- Nemzetközi Bűnözés Elleni Főosztály
  - Kábítószer Bűnözés Elleni Osztály
  - Illegális Migráció Elleni Osztály
  - I. Bűnüldözési Osztály (Székesfehérvár)
  - II. Bűnüldözési Osztály (Pécs)
  - III. Bűnüldözési Osztály (Győr)
  - IV. Bűnüldözési Osztály (Szeged)
  - V. Bűnüldözési Osztály (Debrecen)
  - VI. Bűnüldözési Osztály (Miskolc)
- Korrupció és Gazdasági Bűnözés Elleni Főosztály
  - Kiemelt Ügyek Osztálya
  - Korrupció Bűnözés Elleni Osztály
- Vagyon-visszaszerzési Hivatal
  - Nyomozó Osztály
  - Nemzetközi Osztály
  - Gazdasági Elemző Osztály
  - Vagyon-felderítési Osztály
- Bűnügyi Technikai Főosztály
  - Központi Technikai Osztály
  - Szakirányítási Osztály
- Kiberbűnözés Elleni Főosztály
  - Nyomozó Osztály
  - Felderítő Osztály
  - Forenzikus Osztály